# Chukumuchu
Chukumuchu – wieś w Botswanie w dystrykcie North West. Według spisu ludności z 2011 roku wieś liczyła 161 mieszkańców.